# Чобручи
Чо́бручи (рум. и молд. Cioburciu, Чо́бручиу, укр. Чо́бручі) — село в Слободзейском районе непризнанной Приднестровской Молдавской Республики. Расположено на левом берегу Днестра вблизи города Слободзея.

## Название
Существует несколько версий происхождения названия села Чобручи. В частности «…известна легенда о том, как на берегу Днестра поселился казак Михаил Чубурча и основал село Чубурча (Чобручи)».
По другой версии, которую приводит в своей монографии венгерский академик Ш. Сатмари, название «Чобручи» произошло от славянского слова «обручи» — оно свидетельствует о том, что жители села культивировали виноград и занимались бондарным делом.
По третьей версии название села произошло также от слова «обручи», однако смысл его заключается в ином: дело в том, что во время наводнений (если смотреть со стороны Слободзеи) село оказывалось окружённым водой, как будто опоясанное обручем.
Существует ещё одна версия, по которой несколько семей из правобережного села Чобручи, скрываясь от турецких властей, перешли Днестр и обосновались на нынешнем местонахождении левобережных Чобруч. Данная версия вполне может быть принята, если учесть, что правобережные Чобручи были основаны раньше и впервые упоминаются ещё в 1484 году, а возникновение сёл-дублёров характерно для Поднестровья XVIII века.
Таким образом, резонно и вполне очевидно заимствование этого названия. Опираясь на некоторые документы, можно предположить, что в XVI—XVIII веках село было городом или местечком и носило название «Туборча», «Тубарча», «Чиверча», «Чиберца», «Чебручь», «Чобручи».
В основу названия села, вполне возможно, положена отуреченная форма молдавского слова «cioburi» (черепки). Данное название означает, что молдаване так называли территорию прежнего поселения, на которой после набегов, пожаров, разложения, со временем сохранились только красные черепки глиняной утвари. Особенно это заметно и впечатляет после вспахивания и боронования земли.

## История возникновения села
История возникновения села Чобручи уходит корнями в средневековье. В «Книге большого чертежа» е 20 верстах ниже по Днестру расположен град Туборча. На карте Польши Вячеслава Гродец-кого XVI в. на реке Днестр обозначены города Сороки, Устья (в низовьях Реута), Тигина, а также правобережный и левобережный грады Туборча. Город Туборча, по-видимому, упоминается в русском летописце Даниловича под 1405 г., где говорится: «И настигли княгиню Александру в татарской земле, на месте называемом Чиверча (иначе Чиберца, соответствует Тубарче, Чобурчи, Чобручи — авт.) и тут схватили её у Св. Николая, а ту церковь поставил некоторый басурманин, по имени Хачибивая или Хачибаба». В 1535 г. упоминается в молдавских документах Петр Томша, паркалаб (комендант крепости) Чобручский. Однако этот факт относится к правобережным Чобручам времен Стефана Великого. Первое косвенное упоминание села Чобручи Слободзейского района в исторических документах датируется 1573 г. — вероятно, оно фигурирует в слявяно-молдавской летописи Азария 1551—1574 гг. Историк-краевед Н. А. Мохов утверждает, что село было основано позднее, в XVII столетии. Таким образом, дата рождения поселения находится в пределах конца XVI — начала XVII в. В любом случае Чобручи — один из древнейших населенных пунктов Приднестровья. В своей монографии «Чобручи» венгерский академик Ш. Сатмари говорит, что это находящееся на левом берегу Днестра село упоминается в документах конца XVII в. В них оно «…аттестовано как село, основным занятием жителей которого было виноградарство». «К немногим населенным пунктам, известным ещё в конце XVII в. (Жура, Кучурган, Чобручи), к середине XVIII в. прибавляются Глиное, Дубоссары, Слободзея, Карагаш, Малаешты, Молокиш и др.» У. Фрацман указывает, что село Чобручи впервые упоминается в качестве населенного пункта в 1753 г., но косвенные свидетельства о существовании здесь довольно крупного поселения относятся ещё к середине XVII столетия. На карте Молдавии и Валахии Я. Ф. Шмида 1774 г. в долине речушки Кременной обозначены несколько церквей, однако никаких сколь-нибудь значительных населенных пунктов там нет. По утверждению Ш. Сатмари, в этом месте проживали 2-3 тыс. человек. В то время населенный пункт с такой численностью населения мог соответствовать городскому статусу. Е. Е. Ширяев тоже наряду с Бендерами, Белгородом, Хотином и другими городами упоминает левобережные Чобручи, то есть в качестве города. Тем не менее некоторые исследователи (в том числе П. П. Бырня) считают, что Чобручи не могли быть в полной мере городским поселением, скорее, они представляли собой крупное торгово-ремесленное село (местечко). Действительно, если учитывать характер хозяйственной деятельности селян, то оно быть таковым и не могло, и на самом деле являлось просто крупным приднестровским селом. По крайней мере в Ведомостях Черноморского казачьего войска за 1789 и 1791 гг. Чобручи упоминаются как крупный населенный пункт с числом жителей, достигавшим почти тысячу человек.

## География
Географическое положение Чобруч уникально. Своеобразие этой местности было отмечено ещё античными географами. В рельефе Южно-Приднестровской равнины в долине реки Днестр различают четыре террасы. Село Чобручи расположено на первой и частично на второй (средней) террасе, на левом берегу Днестра в 22 км ниже города Тирасполя.
Предположительно ещё в I тыс. до н. э. древняя удобная переправа через Днестр (Тирас) близ села и благоприятный природный ландшафт (богатые пастбища, сенокосы, плодородные целинные черноземы, пойменные леса, обилие зверя, птицы и рыбы) стали причиной возникновения здесь кочевнических стойбищ и долговременных поселений, курганных и грунтовых могильников. Существует мнение, что в VI столетии до н. э. армия персидского царя Дария I во время похода на Скифию именно в районе Чобруч переправлялась через Днестр. Чобручская переправа имела важнейшее военно-стратегическое и торговое значение, поскольку служила связующим звеном для контактов кочевой и землепашеской цивилизаций, для которых река являлась естественным рубежом. В XVII—XVIII вв. через Чобручи проходил главный шлях, идущий из Подолии вдоль Днестра в Гаджибей. На достаточно подробной карте Бессарабской области Н. И. Зуева (1855) Чобручи обозначены как крупное село на полпути от Слободзеи до Незавертайловки. При этом ни Глиное, ни Короткое на этой карте не показаны.

В XIX столетии Чобручи становятся речной пристанью, к северу от них проходит шоссейная дорога, что существенно улучшает транспортное положение села. Со строительством в 70-е годы XIX в. железной дороги Одесса-Кишинев значительно облегчился вывоз аграрной продукции через торговый порт Одессы. Для кратчайшей связи с железной дорогой от Чобруч до станции Кучурган была проложена полевая грунтовая дорога. В конце века село располагалось в 20 верстах от уездного города Тирасполь, в 8 верстах от волостного центра и земской почтовой станции, в 22 верстах от железнодорожной станции Кучурган. На карте Тираспольского уезда 1886 г. (экспонируемой в Тираспольском краеведческом музее) Чобручи расположены между двух речных лиманов: северного -Симонов Лак и южного — Жепши (позднее лиманы были осушены), у развивающегося раздела реки на собственно Днестр и протоку Турунчук.Река всегда занимала особое место в жизни села. С одной стороны, Днестр был его кормильцем, с другой — представлял для него угрозу. Вблизи Чобруч река разделяется на два рукава: западный — основной, который сохраняет название «Днестр», и восточный — «Турунчук», по нему устремляется примерно третья часть воды. Оба рукава соединяются на территории Украины, всего в 20 км от устья реки -Днестровского лимана.Еще в конце XVIII в. инженер генерал-лейтенант российской армии Франц де Волан начинает регулярные гидрологические исследования русел Днестра и Турунчука в окрестностях их разделения. Он проектирует устройство бечевых путей, отдает распоряжение о ликвидации протоки Днестра в районе селения Турунчук (Чобручи) и составляет план сметы для проведения необходимых работ. К 1803 г. смета была закончена, однако в связи с отсутствием средств и рабочей силы этот вопрос долго не решался. В августе 1806 г. секретарь Херсонского губернского правления Гладкий отсылает ордер ти-распольскому землемеру А. С. Шаржинскому, в котором напоминает о том, что «Днестр сделал прорыв своим стремлением близъ урочища Турунчук и тем знатную часть земли с лесами отрезал во владение Порты». Срочность работы на Турунчуке подчеркивается распоряжением герцога де Ришельё А. С. Шаржинскому, в котором предписывается отложить все дела и приступить к сооружению «перегородки». Ордер сопровождается планом реки и заграждения на входе в протоку Турунчук, описанием необходимых работ, указанием количества требуемых людей и материалов, утвержденных в Департаменте водных коммуникаций. Гладкий указывает на необходимость в вида важности дела привлечения к нему средств, находящихся в распоряжении Предводителя дворянства Тирасполь-ского уезда надворного советника кавалера Туманова!.До 70-х годов XIX столетия старое русло Днестра проходило «под» правобережными селами Киц-каны, Копанка, Талмазы и далее через низменность Адана. Урочище Адана — это сильно заиленное и заросшее камышом, тростником и ивняком русло Старого Днестра, которое выходило к правобережному селу Чобручи. Пойменные луга Аданы чобручане использовали для огородничества и выпаса скота. Фактически русло Старого Днестра распалось на отдельные озера-старицы. На месте основного русла реки находились узкие и мелководные ручейки, гирлочки, промоины, по которым вода уходила после частых наводнений. Днестр имел исключительно важное хозяйственное, транспортное, ирригационное, рекреационное значение. В его пойме жители села содержали фруктовые сады и бахчи, занимались выпасом скота, рыбной ловлей, охотой, а днестровской водой орошали поля, сады и огороды. Во второй половине XIX в. Чобручи превратились в транзитную речную пристань. Однако миграция русла реки и изменение её фарватера привели к концу столетия к ухудшению условий судоходства. В конце 70-х годов после очередного сильного наводнения Днестр резко изменил своё русло и отрезал село от пойменных садов. Селяне поддерживали связь с садами при помощи временных паромов. На рубеже XIX—XX вв. с целью улучшения судоходства российскими специалистами было проведено тщательное гидрографическое исследование русел Днестра и Турунчука". Весной 1918 г. Днестр стал границей между Румынией и Советской Россией, чобручане когда получили возможность ухаживать за своими садами, переправляясь через реку по пропускам. Однако уже через год они были лишены этой возможности вплоть до середины 50-х. В конце 20-х годов для сбора и отвода в Днестр воды лимана Симонов Лак была вручную вырыта гирла Почтаря, а под селом Глиное — гирла для отвода вод лимана Жепши. В 1935—1937 гг. были сооружены шлюзы, позволяющие самотеком спускать воду с лиманов при падении уровня воды в Днестре и Турунчуке. В течение 20-30-х годов здесь развернулось строительство Карагашской открытой оросительной системы, что позволило поливать колхозные земли, расположенные выше плавней — на второй и третьей днестровских террасах. Позже была создана система дренажных каналов, постепенно осушающих лиманные земли. В эти годы румыны преследовали цель направить течение Днестра по Турунчуку так, чтобы отрезать земли острова Турунчук от Молдавской АССР и переподчинить их правобережным селам оккупированной Бессарабии. Они вырубали на правом берегу лес и сбрасывали его в Днестр ниже того места, где берет своё начало Турунчук. Это привело к частичному закрытию и заиливанию основного русла реки. В ответ на эти действия власти левобережья приняли решение загородить начало протоки Турунчук и укрепить дамбами русла обеих рек. Работы продолжались два года — с 1925 по 1927-й. С карьера в селе Бычок, с железнодорожных станций и разрушенных объектов сюда подводами завозились крупные камни. В апрельском номере газеты «Правда» за 1927 г. было опубликовано сообщение ТАСС: «Совнарком Молдавии заслушал доклад профессора Ярошенского, главного руководителя работ на Турунчуке. В этом районе закончилось строительство плотины, которая предотвратит отклонение реки Днестр от её русла. Центральная комиссия примет окончательно все выполненные работы к 1 Мая. Кроме того, крестьяне Приднестровья начали мелиоративные работы. Благодаря построенной плотине (перегородке) создалась возможность установить фундамент строительства гидроэлектростанции мощностью 1000—2000 лошадиных сил». Так было предотвращено отторжение сельскохозяйственных угодий острова Турунчук площадью 25 тыс. га и сохранено старое русло Днестра. Однако просуществовала плотина недолго -вскоре она была разрушена ледоходом и снесена вниз по течению, в результате чего образовался каскад подводных камней — фактически рукотворный порог. Остался только фундамент этой перегородки, который сохранился до наших дней, — он и камни каскада хорошо видны, когда уровень воды в реке падает. Это место чобручане называют «водопадом» и любят здесь рыбачить. 
 Тогда же, в 20-30-е годы, начались работы по обваловкванию русел Турунчука и Днестра. Первоначально они велись вручную и на подводах, а после Великой Отечественной войны — с помощью экскаваторов и бульдозеров. В начале второй половины XX в. дамбы были уже достаточно широки и высоки, чтобы сдержать наводнение. Однако в 1969 г. в районе Слободзеи после очередной стихии дамба была прорвана. Воды заполнили ранее осушенный Верхний лиман (Симонов Лак) и разрушили несколько десятков домов северной окраины села. Нижний лиман (Жепши) не пострадал, вероятно, потому, что под водой оказался остров Турунчук. Возникла угроза затопления всей «русской» части села. В спешном порядке была насыпана пятиметровая дамба. Со временем покрывавшие дамбу деревья и кустарники были съедены скотом, смыты рекой, уничтожены строительной техникой, вырублены. Таким образом, к концу XX в. дамба оказалась беззащитной перед паводками и наводнениями, которые периодически её подмывали. На протяжении всей второй половины XX в. вопрос о принадлежности сельскохозяйственных угодий острова Турунчук оставался открытым. В 1947 г. исконно чобручские земли за Днестром решением Совета Министров Молдавской ССР были переданы Талмазскому лесничеству. Через семь лет, в 1954 г., председатель объединенного колхоза им. В. И. Ленина И. Д. Василатий, будучи членом ЦК компартии Молдавской ССР и депутатом Верховного Совета МССР, добился передачи в аренду колхозу 60 га пойменной земли за Днестром сроком на тридцать лет. Получив заднестровские сады, чобручане выкорчевали дикие деревья и кустарники, произвели плантажную вспашку и посадили сады и виноградники, впоследствии дававшие богатые урожаи. На реке была налажена постоянно действующая паромная переправа, к которой вела гравийная дорога, являвшаяся продолжением улицы Фрунзе. Прошло тридцать лет. За эти годы лес за Днестром выкорчевали, паромную переправу снесли, сады забросили — село осталось без зоны отдыха и ценных сельскохозяйственных угодий. По словам главного землеустроителя Слободзейского района И. И. Гицмана, в 1984 г. по решению Слободзейского райисполкома эти земли были отданы совхозу села Талмазы в обмен на землю, переданную этим совхозом совхозу «Молдавия» села Кременчуг. Если Глиному, Коротному и Незавертайловке удалось отстоять свои сельхозугодья на острове Турунчук, то Чобручи утратили свои земли в урочище Адана.

## Историко-демографический и этнографический очерк села
Документов, свидетельствующих об этническом составе населения села Чобручи в период до XVII в., не найдено. В 1656—1658 гг. и позднее, в 1660-м, в Бендерах побывал знаменитый турецкий путешественник Эвлия Челеби — автор уникального географического и исторического десятитомного издания «Книга путешествий». В нём он подробно описывает Бендерскую крепость, её турецко-молдавский посад и близлежащие правобережные села. На левом берегу, по его словам, селились казаки. Можно предположить, что в XVII столетии в Чобручах проживали молдаване, малороссы, поляки, евреи. Однако в конце этого века село было разграблено и сожжено турками, а его население на баржах и плотах угнано по Чёрному морю в рабство. Часть этих плотов с людьми застряла в Крыму, так и не доплыв до Турции. Здесь чобручане основали собственное поселение. Спустя десятилетия некоторые жители вернулись в уничтоженное село и возродили его. Приднестровская полоса расселения Очаковской земли уже в начале XVIII в. была заселена полуоседлыми татарами, ногайцами, молдавскими крестьянами с правого берега Днестра, украинцами из Подолии и Малороссии, южных губерний России. С присоединением междуречья Южного Буга и Днестра (Едиссан, Очаковская область) к Российской империи началось их активное историческое, этнографическое и картографическое изучение. В Молдавском лингвистическом атласе издания 1789 г. указывается, что в Чобручах насчитывалось 1840 семей, из них 1600 — молдавские, остальные — польские, сербские, украинские, русские. Однако в этих цифрах, скорее всего, добавлены лишние нули, иначе Чобручи бы были крупнейшим населенным пунктом региона, а это маловероятно. По утверждению венгерского ученого Ш. Сатмари, в селе с XVII по XX в. проживали венгры. Доказательство этого факта он видел в том, что даже в XX столетии в Чобручах одежда и обувь, старинные песни и танцы, причитания на похоронах и прочие традиции оставались схожими с венгерскими. На карте 1791 г., составленной военным инженером Ф. де Воланом, обозначено село Чобручи. Исследователь М. С. Сергиевский в книге «Молдаво-славянские этюды» отмечает, что в 1791 г. в селе насчитывалось 184 двора и 940 жителей. В Ведомости приходов 2-го благочиния, учрежденного по указу архиепископа Екатеринославского Амвросия в 1793 г., отмечается что «…в селе Чобручи — 170 польских, сербских, украинских и русских…» дворов. После Ясского мира 1791 г. Очаковская земля отошла к России. Крестьяне, возвратившись домой, начали возрождать свои селения. Они изначально строились больших размеров, что объяснялось необходимостью выжить в сложных условиях заселения и хозяйственного освоения края. Приднестровье более интенсивно стало заселяться выходцами из Молдавского княжества, которые бежали от турецкого и боярского гнета. Здесь, на левобережье Днестра, формировалась так называемая «Новая Молдавия». С Украины сюда переселялись крестьяне-молдаване из Бугского казачьего войска. Одними из первых в Левобережное Приднестровье перебрались староверы. За почти полуторавековое пребывание в этом крае они оставили заметный след в истории села Чобручи. С начала XVIII в. старообрядцы сохраняли здесь свои патриархальные обычаи, одежду. В основном они занимались рыболовством, охотой, совершали обменные операции. Сельскохозяйственное производство в их среде было непопулярно. В период русско-турецкой войны 1787—1791 гг. в старообрядческих Чобручах расположился казацкий полк Тиховского. И хотя некрасовцы вынужденно мирились с квартирантством черноморцев, казаки не только не притесняли их, но и выступали в качестве защитников. Правда, староверы, составляя достаточно многочисленную и организованную группу, вполне могли постоять за себя сами и играли заметную роль в боевых действиях 1787—1791 гг. В 1795 г. село пополняют 634 российских крепостных крестьянина, что кардинально меняет этнический состав населения Чобруч. В конце XVIII в. под давлением русской администрации и местного населения значительная часть старообрядцев переселилась за Дунай. Некоторые из них, спустившись вниз по Днестру, основали самостоятельную слободу Маяки (ныне Одесская область). В середине XIX в., по данным церковного учета, в селе осталось всего 17 некрасовцев. Возможно, они появились в Чобручах в результате реэмиграции из-за Дуная в первые десятилетия XIX столетия. К концу века староверы полностью ассимилировались пришлыми молдаванами, малороссами, русскими, исповедовавшими официальное православие. На место эмигрирующих казаков-некрасовцев в середине XVIII в. переселяются беженцы из-за Днестра и Прута, а также сербы («служивые пикенеры») — потомки военных поселенцев. По данным церковного учета, в конце XVIII столетия в Чобручах проживали 600—700 человек (170 дворов). По числу жителей из всех левобережных нижнеднестровских сел Чобручи были равны Слободзее и в два-три раза превосходили Глиное, Коротное, Незавертайловку, Карагаш, Суклею. В середине XIX столетия в селе проживало свыше 2 тыс. человек, из них украинцы составляли более 50 %, молдаване — 45 %. В это время сложилось традиционное для многих приднестровских сел разделение на «молдавскую» (западную) и «русскую» (восточную) части. В Чобручах «молдавская» часть в два раза превышает «русскую» и по площади и по количеству жителей. Этот условный раздел проходит по современной улице Ленина. Существенно изменился этнический состав населения Чобруч — к традиционно проживавшим здесь молдаванам, украинцам, русским добавились немцы, болгары, цыгане. Особенно много сюда прибыло евреев — около двух десятков семей.
В 1859 г. в селе насчитывалось 2123 жителя, которые проживали в 457 дворах. В 1866 г. численность населения не изменилась, но дворов стало значительно меньше — 284. Во второй половине XIX в. число жителей удваивается. Так, в 1896 г. в селе Чобручи Слободзейской волости Тираспольского уезда Херсонской губернии было 880 дворов, 4989 жителей (2432 мужского и 2557 женского пола). Здесь действовала православная церковь, работала школа на 105 учащихся. Чобручан обслуживали 4 винные лавки, в году насчитывалось 26 базарных дней. По данным переписи 1897 г., то есть спустя год, в селе проживали уже 5122 человека.

## Экономическая жизнь села в XVIII—XIX вв
О жизни села в период с 1573 по 1773 г. известно очень мало фактов. Известно, что в XVII—XVIII вв. чобручане занимались преимущественно охотой, рыболовством, землепашеством, скотоводством. Наиболее распространенными видами ремесел были гончарное, скорняжное и ткацкое, а также плетение корзин и вязка веников. Тем не менее в этот период левобережные села «…были так бедны, что даже существовавшие в них церкви были плетневые».
К началу XIX в. сложилась крепкая крестьянская община. В 1820 г. в селе насчитывалось 197 дворов, жители которых содержали 205 лошадей и 442 коровы. Чобручане выращивали зерновые, овощи и бахчезые культуры, занимались садоводством, разведением птицы и скота, по-прежнему увлекались охотой, рыболовством, в почете были различные ремесла. Разнообразие хозяйственной деятельности было обусловлено исключительно благоприятными природными ресурсами — равнинно-стью ландшафтов, плодородием почв, близостью источников орошения и богатством днестровских плавней птицей, зверем и рыбой.
Землепашество — главная сфера хозяйственной деятельности чобручан — изначально носило экстенсивный характер. Аграрное освоение трудных в обработке целинных черноземов протекало достаточно тяжело, поскольку состояние агротехники не позволяло эффективно использовать весь потенциал плодородия местных почв. С одной стороны, нужно было осушать близлежащие лиманы, а с другой -всего в 3-4 верстах от Днестра располагались целинные черноземы, которые нуждались в хорошем орошении, но были недоступны для полива. Чобручане выращивали просо, пшеницу-арнаутку, рожь, кукурузу, ячмень, овес. Возделыванию зерновых угрожали периодические засухи и нашествия саранчи. Основной тягловой силой были волы и лошади.
До середины XIX в. землю пахали преимущественно сохой, затем постепенно её вытеснил плуг. В 1866 г. в распоряжении села находилось 8511 десятин земли, в том числе под усадьбой — 663 десятины, под пашней — 4468, под пастбищами −1579, под сенокосами — 457 десятин. В 60-70-е гг. с целью обработки удаленных залежных земель часть чобручан отселили на хутор Ново-Чоб-ручский (часть современного поселка Первомайск). Во второй половине XIX в. выходцы из Чобруч основали аграрную колонию Новые Чобручи к северу от железнодорожной станции Раздельная (Одесская область Украины).
В последнем десятилетии XIX в. регион охватили частые засухи, которые привели к неурожаям, падежу скота, голоду и эпидемиям. Сельская община была вынуждена взять в долг зерно у Тирасполь-ского земства. Земская помощь, составившая 2607 пудов яровой пшеницы, 3881 пуд ржи, 2646 овса, 6208 кукурузы, позволила не только спасти чобручан от голодной смерти, но и создать семенной фонд для будущих севооборотов. И все же с долгами пришлось расплачиваться тяжело и долго.
Основной статьей доходов чобручан являлась торговля фруктами. В личных и общественных садах плодоносили яблони, груши, айва, абрикосы, сливы, вишни, черешни, шелковицы. Главной текстильной культурой была конопля — ведущее сырье для производства полотна. Выделялось село процветающими виноградарством и виноделием.
Пойменные земли между Турунчуком и Днестром не распахивались и сохраняли значение сельских промысловых угодий. Пойменные леса в 1866 г. занимали 461 десятину сельских угодий. В плавнях Турунчука и Днестра в пойменных лесах и зарослях камыша чобручане охотились на кабанов, косуль, оленей, зайцев, ондатр, фазанов, куропаток, перепелов, уток, гусей, цапель и на другие промысловые виды зверей и птиц. В Днестре и его многочисленных протоках ловили белугу, осетра, стерлядь, сазана, сома, угря, леща, жереха, карпа, чехонь, сельдь, плотву, карася, тарань.
Развивались в селе и ремесленные промыслы, особенно плетение корзин из лозы и ивняка; распространены были ткачество, изготовление веников и бочек. Здесь работали семь ветряных мельниц, маслобойки, салотопни, коптильни, шерстобойни, винокурни.
Село вело торговлю и обмен продукцией сельского хозяйства и ремесел с правобережными селами Чобручи, Талмазы, Раскаецы, Пуркары, Грэдиница, Копанка, а также с Тирасполем и с соседними селами Глиное, Незавертайловка, Слободзея, Карагаш, Суклея. Чобручане торговали маслом, сыром, брынзой, салом, шкурами, осетровой и белужьей икрой, зерном, вином, волами, овцами, лошадьми. Так Чобручи, расположенные возле удобной через Днестр переправы, превратились в XVIII столетии в важный пункт транзитной торговли. Чобручский паром интенсивно использовался как самими селянами, так и жителями соседних сел. Его владельцы Г. Кузенко и А. Куперман получали с него до 60 рублей серебром ежегодно. Особое место в чобручской торговле занимали немецкие поселения в долине реки Кучурган — так называемый «Тырг-ла-Нямц». Туда поставлялись преимущественно продукты питания, а закупались черепица, горшки, полотно и другие ремесленные изделия.

## Демографические и этнические изменения в селе на протяжении XX в
В XX столетии этнический состав населения существенных изменений не претерпел. Правда, следует отметить некоторую интернационализацию и этническую консолидацию жителей села, которая проявлялась во взаимопроникновении фольклоров, обычаев, быта различных народов. Многовековой процесс этнической миксации привел к тому, что в молдавских семьях по сей день встречаются русские и украинские фамилии, и наоборот, а молдавский и русский языки стали обиходными. Раздел села на «русскую» и «молдавскую» части стал более чем условным анахронизмом.
Если в 20-30-е годы здесь проживали 6,0-6,3 тыс. человек, то в 1940 г. количество чобручан достигло 6,6 тыс. После Великой Отечественной войны в селе осталось менее 2 тыс. жителей. Около 320 селян погибли на фронтах войны, в оккупации, от голода и болезней (в материалах Музея боевой и трудовой славы упоминается только 213 фамилий как погибших чобручан, так и освободителей села). Сотни семей, бежавших от наступающих немецко-румынских войск, рассеялись в южных областях Украины.
В середине 40-х годов чобручане возвращаются в родное село. Постепенно растет рождаемость и продолжительность жизни, сокращается смертность. По состоянию на 1 августа 1949 г., в Чобручах насчитывалось 5496 жителей, из них 4545 молдаван (83 %), 742 украинца, 151 русский. В 1953 г. в Чобручах проживали уже 5,7 тыс. человек, в 1970 г. — 8,5 тыс., в 1979 г. — 8,2, в 1989 г. — 7,9, в 1995 г. — 8,1, в 2000 г. — 8,0, в 2005 г. — около 7,9 тыс. жителей. На протяжении второй половины XX в. село все более интернационализировалось. Сегодня молдаване составляют здесь 86,94 % населения, украинцы — 6,39 %, русские — 6,1 %. Живут в селе также болгары, немцы, грузины и представители других национальностей.
Последняя перепись населения проходила в 2004 г. По её данным население села составила 7176 человека.
Национальный состав:
Молдаване — 6214 чел.
Русские — 436 чел.
Украинцы −457 чел.
Болгары — 16 чел.
Белоруссы −11 чел.
Гагаузы — 9 чел.
Немцы — 4 чел.
Бережно сохраняют чобручане свои традиции, в которых переплелись молдавские, украинские и русские мотивы. Среди наиболее важных сельских праздников выделяются венчания, свадьбы, куматрии, проводы в армию, крестины, Храм села. Некоторые сельские обычаи уходят своими корнями в далекий XVIII век. Особенно любопытен обычай с чисткой колодца: мастера опускают в него бутылку с вином, которую извлекают при очередной чистке.

## Исторический очерк сельского народного образования
Интересна и сложна история народного образования в селе Чобручи. В 1877 г. здесь открылась министерская школа с одним классом. По данным школьного учета, в 1892/93 учебном году в ней занимались 66 мальчиков и 10 девочек. В этом же году открылась начальная школа, которую посещали 30 детей, а через два года — епархиальная — в ней учился 41 ребёнок. В 1903 г. начальная школа была преобразована в ещё одну приходскую школу. Таким образом, в начале XX столетия в селе действовали две церковно-приходские школы — молдавская и русская. С ростом численности населения села увеличивалось и количество учащихся. Так, в 1913 г. в министерской школе учились 137 детей, а в 1914 г. в епархиальной −145. Всего в Чобручах в 1915 г. насчитывалось 690 детей школьного возраста, однако лишь 234 из них посещали школу.
В 1920-30-е годы, в период ликвидации безграмотности населения, в селе работали несколько молдавских, русских, украинских неполно-средних школ, в которых обучались элементарным навыкам чтения, счета, письма почти 90 % безграмотных селян. Школьные классы размещались зачастую в ветхих, расположенных в разных частях села строениях.
До 1953 г. чобручане, желавшие получить полное среднее образование, вынуждены были учиться в школах сел Глиное и Слободзея. Но после открытия в бывшем здании конторы объединенного колхоза им. СМ. Буденного средней школы № 2 селяне больше не ездили в соседние села. В 1969 г. средняя школа № 2 переехала в новое типовое здание и стала молдавско-русской — в ней завершали обучение ученики неполно-средних русской и молдавской школ.
В новой школе был открыт краеведческий музей села, который хранит экспонаты, отражающие крестьянский быт XIX в., документы периода коллективизации, фотоматериалы, личные вещи и бюсты участников Великой Отечественной войны, книги Памяти. Инициатором создания музея был учитель и краевед И. А. Чернов. (Сегодня музей запущен, поскольку нуждается в финансировании и отдельном здании.) В 1974 г. открыт филиал Слободзейской музыкальной школы. В настоящее время в селе действуют две средние школы — русская и молдавская. В 2010 году молдавская 9-летняя школа #1 закрылась.

## Церковное строительство
Исторически духовная и культурная жизнь села сосредоточивалась в храме. Построенная в начале XIX столетия и освященная на Покрова Божьей Матери церковь была небольшой, но красивой. Располагалась она в центре старинной части села на пересечении современных улиц С. Лазо и Комсомольская. Чобручане дали ей название «Старая». Храм играл не только культовую, но и хозяйственную роль в жизни села. Приходские священники владели лошадьми, скотом, птицей, пашней (в Красной балке), фруктовыми садами. В их домах размещалась церковная библиотека. В церкви велся учёт рождений, крещений, венчаний, смертей и других важных событий сельской жизни.
В 1910-20-е годы шло строительство нового сельского храма Казанской Божьей Матери, однако в 1931—1932 гг. церковь была разрушена. В конце 1935 г. была закрыта и Старая церковь. На Рождество Христово с неё сняли крест и колокола, а в марте начали ломать стены. Все церковные книги и храмовое имущество было сожжено. Жителям некоторых других сел Слободзейского района удалось в те годы защитить свои храмы от поругания и разрушения. Во время немецко-румынской оккупации церковь временно размещалась в здании колхозного клуба. После войны, в 1945-м, под церковь был переоборудован обычный жилой дом по улице Набережной. Но в 1957 г. импровизированная церковь была закрыта, и до середины 90-х годов Чобручи оставались без храма.
В 1990 г. по инициативе селян создается приходской совет Русской Православной Церкви, который занялся установлением православного креста на въезде в Чобручи, подготовкой территории сельского кладбища под строительство колокольни и церкви. За семь лет на пересечении улиц Мира и Дружбы было возведено величественное здание церкви Покрова Пресвятой Богородицы, которую чобручане назвали «Новой».

## Социально-экономическое развитие села в XX столетии
Предвоенные 1911—1913 гг. были урожайными. Село богатело на торговле зерном, фруктами, овощами, скотом, лошадьми. В первые годы войны климатические условия в целом благоприятствовали сбору высоких урожаев. В 1917—1919 гг. в период безвластия и экономической разрухи чобручане активно вырубали пойменные леса. Революционные потрясения, бандитизм, конфискации, частая смена власти, гражданская междоусобица, репрессии привели страну, а вместе с ней и село к экономическому упадку.
В 1920-е годы начинают создаваться коллективные хозяйства, артели, коммуны, товарищества по совместной обработке земли. Первым колхозом, образованным в селе, стал «Свободный Молдаванин». Как и другие, созданные в это время совместные хозяйства, он был крайне беден. Коллективизация проходила вместе с раскулачиванием, которое часто носило необоснованный характер. В середине 1930-х годов десятки зажиточных чобручских семей бежали от репрессий в Бессарабию.
В 1941 г. успешное экономическое развитие села было прервано войной и немецко-румынской оккупацией. Чобручские колхозы попали в сферу хищнических интересов румынско-немецкого акционерного общества «Хартикола», румынского картеля «Офаул», немецкого акционерного общества «Солагра». Они занимались массовыми конфискациями зерна и скота, а также пытались реорганизовать аграрное производство для нужд армии. В этот период чобручане платили более 30 различных налогов. Их привлекали на строительство и ремонт дорог, заготовку дров, перевозку продовольствия и военных грузов. В конце концов сельскохозяйственное производство пришло в полный упадок. Сразу же после освобождения Чобруч в апреле 1944 г. началось его восстановление.
В 1946—1947 гг. на край обрушился страшный голод. Люди питались падшим скотом, речными моллюсками, корнями папоротника. Преодоление последствий послевоенной разрухи и голода шло медленно. Лишь к началу 50-х годов колхозы сумели превысить довоенные производственные показатели. К этому времени в селе насчитывалось шесть колхозов: четыре богатых — «Молдова Сочиалистэ», «Красный Партизан», им, В. И. Ленина, им. К. Ворошилова — и два бедных — им. Петровского и «10 лет Советской Молдавии», которые в 1953 г. были объединены в один колхоз им. В. И. Ленина. Образованное хозяйство специализировалось на производстве овощей, фруктов, зерна, подсолнечника, винограда, молока, мяса. Колхоз имел почти 8 тыс. га посевных угодий. Более 40 % сельскохозяйственных угодий занимали фруктовые сады, 50 % — пашня, менее 10 % — сенокосы и пастбища. В 70-80-е годы колхоз освоил под фруктовые сады 650—700 га земельного фонда, ещё 450—500 га было отведено под виноградники. Более 300 га было занято под томатами и другими овощными культурами, почти 1500 га — под пшеницей, кукурузой, другими зерновыми, ещё 500 га отведены под подсолнечник.
В середине 60-х годов колхоз им. В. И. Ленина становится миллионером. Спустя десять лет его валовая продукция составила более 5 млн руб., товарная — свыше 4 млн руб., а к началу 80-х годов она превысила соответственно 15 млн и 13,5 млн руб. Более 3/4 стоимости реализованной продукции приходилось на фрукты и овощи. Колхоз вошел в десятку богатейших хозяйств Молдавской ССР. Его правление грамотно и эффективно распоряжалось полученной прибылью, вкладывая её в аграрное производство и социально-бытовую инфраструктуру села.
В 60-80-е годы укрепляется материально-техническая база колхоза. Строятся мастерские, склады, гаражи, теплицы, мелиоративные системы (в середине 70-х колхоз орошает более 3 тыс. га угодий, а в середине 80-х — почти 5 тыс. га), коровники, свинарники, конюшни, полевые станы, грунтовые дороги, понтонный мост через Турунчук, паромные переправы через Днестр и Турунчук, цеха по переработке овощей и фруктов, асфальтовый и хлебный заводы, тарная база. Велись работы по добыче песка, щебня, гравия к северу от села, в балке Красной.
После катастрофического наводнения, произошедшего в 1969 г., часть земель чобручского колхоза была передана межколхозсаду «Память Ильичу».

## Территориальное развитие села
Старые, узкие, кривые и запутанные улицы села — Матросова, Комсомольская, начала улиц Лазо, Кирова, Победы, 1 Мая, Садовая — образуют исторический центр Чобруч. В XVII—XVIII вв. они были застроены мазанками или саманными домами с крытыми камышом крышами. По сей день в селе сохранились мазанки, стены которых возводились из ивовых или тополиных плетеных жердей, замазанных сверху глиной и беленых известью. Здесь работали корчмы и почта, действовали Старая церковь, Нижнее (Старое), или Русское, кладбище (между улицами Лазо и Победы), которое чобручане в XVIII—XIX вв. называли «Сто могил». В конце XVIII столетия было открыто Верхнее (Старое), или Молдавское, кладбище. Сегодня на месте бывшего Нижнего кладбища построен стадион, а на месте Верхнего — универмаг.
С Тирасполем село связывали три шляха: первый проходил по улицам Набережная-Пушкина в сторону Слободзеи; второй — с улицы Пионерской на улицу Ленина в Слободзее; третий включал в себя выезд из села на трассу Тирасполь-Незавертайловка. Первый шлях является сейчас кратчайшей полевой дорогой в «русскую» часть Слободзеи, второй стал главным выходом на трассу Тирасполь-Днестровск в сторону Слободзеи, а третий — так называемая «Белая дорога» — выходит вдоль урочища Жепши на трассу Тирасполь-Днестровск в сторону села Глиное.
В XVIII в. село расширяется на север и запад, в XIX — на северо-восток вдоль «Белой дороги» и продолжает расти в северном и западном направлениях. Главными планировочными осями, вдоль которых велось строительство домов, стали бывшие шляхи. В 60-70-е годы территория Чобруч выросла вдвое по сравнению с концом XVIII столетия. В последнее десятилетие XIX в. сельские кварталы вышли к современным улицам Чапаева и 25 Октября, а вскоре западная окраина села вплотную подошла к лиману Симонов Лак. Зажатые с трех сторон лиманами и Днестром Чобручи приобрели компактную конфигурацию и дальше стали расширяться преимущественно в северном направлении.
В 1920-30-е годы начинается застройка берегов осушенных лиманов. Продолжается строительство в северном и западном направлениях. Северная окраина села в конце 20-х годов доходила до сохранившегося по сей день дома № 109 по улице Фрунзе. Сюда же в 1929 г. было перенесено сельское кладбище, которое стало молдавско-русским и получило название «Северное».
Спустя десять лет власти Молдавской АССР решили провести перепланировку крупнейших сел. Так Чобручи получили регулярную прямоугольную поквартальную планировку. Были построены новые широкие и прямые улицы — Ленина, Победы, 1 Мая, Котовского, Дружбы, Гагарина, Фрунзе. Главная улица (ул. Ленина) пересекает село с севера на юг и спускается к Днестру.
В послевоенный период был разработан генеральный план реконструкции села с целью превратить его в агрогород. Основы общественного центра Чобручеи были заложены архитекторами В. П. Александровым и И. С. Эльтманом. В дальнейшем в этом проекте принял решающее участие скульптор Д. К. Родин. Важные предложения по реконструкции и застройке общественного центра села внесли К. А. Баранов, И. Д. Василатий, М. А. Осипов. Их совместными усилиями был создан гармоничный архитектурный ансамбль, доминантами которого являются величественное здание Дворца культуры с красивейшими рельефами, а также памятник В. И. Ленину и здание сельского Совета.
В 1958 г. на левой стороне улицы Ленина по инициативе Д. К. Родина был заложен парк — гордость села. На небольшом участке земли разместились скалы, пруды с днестровскими лилиями и лебедями, гроты, мостики, скульптурные композиции, беседка-ротонда, аллеи и клумбы, засаженные декоративными деревьями, кустарниками, цветами. В 1982 г. ВДНХ СССР объявила всесоюзный конкурс на лучший парк культуры и отдыха. На выставке были представлены 1650 парков страны, из них победителями стали четыре: парк культуры и отдыха им. Горького (Москва), парк города Домодедово (Подмосковье), Ялтинский парк и парк села Чобручи. Победители получили дипломы Первой степени и золотые медали. Д. К. Родин был удостоен почетного звания «Заслуженный деятель культуры Молдавской ССР», награждён двумя медалями ВДНХ и правительственной наградой. Ныне сельский парк культуры и отдыха носит его имя. Несмотря на плачевное состояние парка, молодожёны из окрестных сел, как и в прежние времена, приезжают сфотографироваться на его фоне.
В 60-80-е годы з селе были построены жилые здания для колхозных специалистов, врачей и учителей, а также школы, продовольственные склады, магазины, аптеки, бани, больница, гостиница, мастерские бытового обслуживания, телефонная станция. Открылись двери сельского Совета, библиотек, Музея боевой и трудовой славы, детских яслей и сада, Дома быта, Дома науки, правления колхоза, построены стадион (на 2 тыс. мест), спорткомплекс (не имеющий в те годы аналогов в селах не только МССР, но и всего СССР), одна из лучших в Молдавии дискотек, летняя эстрада и Зелёный театр, оборудована зона отдыха на берегу Днестра. В 70-е годы проложены водопроводы, оборудованы шахтные колодцы, пробурены артезианские скважины. Открыты памятники воинам, освободившим село от немецко-фашистских захватчиков, и односельчанам, погибшим в годы Великой Отечественной войны.
До середины XX в. улицы села были земляными. Позже покрыли гравием улицы Ленина и Гагарина, затем Котовского, Дружбы и Октябрьскую. К 1970 г. заасфальтировали улицу Ленина и выезд на трассу Тирасполь—Днестровск. По улицам Ленина, Гагарина, Гоголя, Дружбы пустили автобусы. В 90-е годы были покрыты асфальтом улицы Гагарина и Дружбы, а также полевая дорога Чобручи-Первомайск. В 1990 г. начались работы по газификации села, которые были в основном завершены в 1994—1996 гг.

## Чобручи сегодня
Сегодня территория Чобручей составляет 642 га, здесь насчитывается почти 2,8 тыс. домов, в которых проживают 7,9 тыс. человек. Около 2 тыс. за пределами страны на заработках. Это одно из крупнейших сел не только Слободзейского района, но и Приднестровья, обладающее высоким социально-экономическим потенциалом.
Экономический кризис привел в конце 90-х к развалу колхоза им. В. И. Ленина. На базе бывшего колхоза созданы арендные крестьянские хозяйства «Золотая нива» и «Огородник». Селяне все чаще реализуют сельскохозяйственную продукцию на рынках Глиного, Слободзеи, Тирасполя, изыскивают новые направления хозяйственной деятельности, открывают частные магазины, лавки, мастерские, бары, минизаводы.
В 2002 г. в сельском Дворце культуры открыт общественный экологический центр «Турунчук», обслуживающий одноименный ихтиологический заказник. Здесь проводятся научные исследования в области экологии и сохранения биоразнообразия нижнего Днестра. Перспективны варианты создания археологического парка в окрестностях села, однако они потребуют значительного финансирования. Существуют планы восстановления Музея истории села.

## Археология
На правом берегу Нижнего Днестра группой археологов под руководством доктора исторических наук Э. А. Рикмана была обнаружена и исследована стоянка Чобручи, являющаяся одним из наиболее поздних комплексов позднего палеолита в Приднестровье.